# Єгорова Валентина Михайлівна
Валентина Михайлівна Єгорова (рос. Валенти́на Миха́йловна Его́рова; нар. 16 лютого 1964, Моргауський район, Російська РФСР) — радянська та російська легкоатлетка, що спеціалізується на марафонському бігу, олімпійська чемпіонка 1992 року, срібна призерка Олімпійських ігор 1996 року.

## Кар'єра
| Рік                           | Змагання         | Місто              | Місце            | Дисципліна       | Примітки         |
| Представник СРСР              | Представник СРСР | Представник СРСР   | Представник СРСР | Представник СРСР | Представник СРСР |
| ----------------------------- | ---------------- | ------------------ | ---------------- | ---------------- | ---------------- |
| 1990                          | Чемпіонат Європи | Спліт, Югославія   | 2                | марафонський біг | 2:31.32          |
| 1991                          | Чемпіонат світу  | Токіо, Японія      | —                | марафонський біг | DNF              |
| Представник Об'єднана команда |                  |                    |                  |                  |                  |
| 1992                          | Олімпійські ігри | Барселона, Іспанія | 1                | марафонський біг | 2:32:41          |
| Представник Росія             |                  |                    |                  |                  |                  |
| 1996                          | Олімпійські ігри | Атланта, США       | 2                | марафонський біг | 2:28:05          |
| 2004                          | Олімпійські ігри | Сідней, Австралія  | —                | марафонський біг | DNF              |